# Земляной сруб
Земляной сруб (Земляная тюрьма) — подобие тюрьмы на Руси, больше похожее на срубную могилу — в земле выкапывали яму, стены обкладывали деревом, сверху водружалась миниатюрная домовая крыша. Там арестанты ожидали суда и наказания.
Именно в таком земляном срубе 15 лет продержали знаменитого старообрядческого святого протопопа Аввакума.
В земляных ямах арестанты часто погибали от недостатка воздуха, холода или отравления собственными нечистотами. Со временем функции тюрем все чаще отходили к башням и темницам монастырей.